# Helobata
Helobata es un género de coleópteros acuáticos de la familia Hydrophilidae. El género tiene 11 especies.

## Especies
- Helobata aschnakiranae Makhan, 2007[2]
- Helobata bitriangulata García, 2000[3]
- Helobata confusa Fernández & Bachmann, 1987[4]
- Helobata corumbaensis Fernández & Bachmann, 1987[4]
- Helobata cuivaum García, 2000[3]
- Helobata larvalis (Horn, 1873)
- Helobata lilianae García, 2000[3]
- Helobata soesilae Makhan, 2007[2]